# Лозівський краєзнавчий музей
Лозівськи́й краєзна́вчий музе́й — районний краєзнавчий музей у м. Лозова, Лозівський район Харківської області. Музей підпорядкований Управлінню культури Лозівської міської ради Харківської області.

## Загальні дані
Лозівський краєзнавчий музей відображає історію Лозівщини завдяки значній кількості експонатів, документів та фотографій часів заснування міста. Функціонують 10 залів. Значна музейна колекція відображає історію, етнографію, флору і фауну, соціально-економічний та культурний розвиток Лозівщини в наші дні. Наукові співробітники музею ведуть активну краєзнавчу, наукову, популяризаційну, освітню, культурницьку та пошукову роботу. На базі музею організовуються і проводяться конференції юних краєзнавців, науково-історичні конференції, круглі столи, презентації експозицій та виставок, зустрічі з представниками громадських організацій. Постійно готуються та відкриваються нові експозиції.
Лозівський краєзнавчий музей міститься в центрі міста за адресою:
бульвар Шевченка, 22, м. Лозова, (Харківська область, Україна)
Музей відкритий для відвідувачів: понеділок-п'ятниця, 9:00-16:00. Перерва 13:00-14:00

## Історія музею
Історія музею розпочинається в 1964, коли місцеві вчителі та краєзнавці почали збирати матеріали для відтворення історії Лозівщини.
1966 року міський виконком ухвалив рішення про створення музею, у жовтні наступного року він був відкритий для відвідувачів.
1971 року присвоєно звання «народний».
Від 1989 року — державний. 
1995 року краєзнавчий музей прийняв відвідувачів у новому приміщенні.
На сьогодні в музеї для відвідувачів відкриті експозиції: "Зародження та розвиток життя на Землі", "Рослинний та тваринний світ Лозівщини", "Техногенні аварії", "Музичний зал", "Лозівщина з найдавніших часів", "Заселення краю", "Лозівщина в роки Другої світової війни", "Лозівщина в ХХ столітті", "У боротьбі за незалежність" та виставкова зала. Разом з виставками класичного формату музей приймає виставкові проєкти митців різних видів творчості, проходять також виставки дитячої творчості. Музей співпрацює з народними майстрами. Постійно діють виставки декоративно-ужиткового та образотворчого мистецтва Лозівщини, самодіяльних та народних художників тощо. Нині експозиційні площі становлять 700 м2.

## Фонди та експозиція
Кількість музейних предметів — понад 24 000 експонатів. У фондах музею зберігається немало предметів та документів часів заснування міста (II пол. ХІХ ст.), зокрема фотографії, плани і розпорядження, які показують розбудову залізниці, предмети побуту перших залізничників, меблі різного часу Лозівщини  — все це знайде місце в залах музею, як досить багата етнографічна колекція.

## Музей на сучасному етапі
При Лозівському краєзнавчому музеї з 2007 року діє Лозівський історичний клуб імені Дмитра Яворницького. Керівник - науковий співробітник В'ячеслав Труш. Діяльність музею спрямована як на постійних відвідувачів, так і на тих, хто тільки відкриває для себе духовну скарбницю рідного краю, а також на гостей нашого міста, які хочуть скласти реальну і повну картину життя Лозівщини. 